# Епифанов, Александр Александрович
Александр Александрович Епифанов (14 февраля 1961, Ульяновск) — советский и российский игрок в хоккей с мячом, полузащитник и защитник, тренер, мастер спорта СССР международного класса (1991), заслуженный тренер России (2003).

## Карьера

### Клубная
Заниматься хоккеем с мячом начал в 1970 году в Ульяновске в детской команде «Волги». На детско-юношеском уровне в составе «Волги» побеждает в 1974 году в соревнованиях на призы клуба «Плетёный мяч».
Дебютировал за команду мастеров «Волги» в сезоне 1978/79.
В 1982 году был призван в армию и продолжил игровую карьеру в свердловском СКА, выступая за команду два сезона.
В 1984 году перешёл в подмосковный «Зоркий», в котором провёл большую часть игровой карьеры. На протяжении многих лет был ведущим игроком команды. В «Зорком» (а также в «Волге») начал играть на позиции полузащитника, но наиболее удачно проявил себя как игрок защитной линии, успешно взаимодействуя с многолетним партнёром по команде Владимиром Барановым. Капитан «Зоркого» в 1991—1994 годах.
С 1994 по 1996 год играл в Финляндии за клуб «ПаСа Бенди» из Иматры. В своём втором сезоне за «ПаСа Бенди» был играющим главным тренером команды.
Во второй половине сезона 1995/96 вновь в «Зорком», в котором стал играющим главным тренером, с середины сезона 1998/99 и до середины сезона 2001/02 — играющий тренер. Завершил игровую карьеру в «Зорком» в декабре 2001 года и продолжил тренерскую деятельность в клубе.
В чемпионатах СССР и России сыграл 440 матчей, забил 53 мяча («Зоркий» — 330, 51; «Волга» — 60, 1; СКА — 50, 1).
Также играл в хоккей на траве, выступал за «Волгу» в 1979—1981 годах. Победитель турнира «Дружба» 1982 года в составе молодёжной сборной СССР.

### В сборной
В 1992 году в составе сборной СНГ принял участие в Международном турнире на призы Правительства России.
За сборную России с 1993 по 1995 год провёл 15 матчей. В составе команды стал серебряным призёром чемпионата мира 1993 года (5 матчей).

### Тренерская деятельность
- 1995/96 (до фев.) — «ПаСа Бенди» (Иматра, Финляндия) (играющий главный тренер)
- 1996 (с фев.) — 1998 (до дек.) — «Зоркий» (играющий главный тренер)
- 1999 (с янв.) — 2001 (до дек.) — «Зоркий» (играющий тренер)
- 2002—2006 — «Зоркий» (тренер)
- 2006—2008 (до фев.) — «Волга» (главный тренер)[2][8][9]
- 2008/09 — «Шернан» (Поскаллавик, Швеция) (главный тренер)[10]
- 2009—2015 — «Локомотив» (Оренбург) (главный тренер)[11]
- 2014—2020 — сборная Германии (главный тренер)[12]
- 2015—2018 — «Волга» (старший тренер)
- 2018/19 (до янв.) — «Зоркий» (старший тренер, главный тренер)[13][14]
- 2019/20 — «Старт» (старший тренер)[15][16]
- 2020—2021 (до нояб.) — «Ак Барс — Динамо» (главный тренер)[17][18]

## Спортивные достижения
«Зоркий»
- Чемпион СНГ: 1991/92
- Чемпион России: 1992/93
- Серебряный призёр чемпионата СССР (2): 1984/85, 1990/91
- Бронзовый призёр чемпионата СССР (2): 1986/87, 1988/89
- Обладатель Кубка СССР (5): 1985, 1986, 1989, 1990, 1991
- Обладатель Кубка России: 1993
- Обладатель Кубка европейских чемпионов: 1992
- Бронзовый призёр Кубка европейских чемпионов: 1993[19]
- Обладатель Кубка мира: 1990

Сборная СНГ/России
- Серебряный призёр чемпионата мира: 1993
- Бронзовый призёр Международного турнира на призы Правительства России (2): 1992, 1994
- Чемпион мира среди юниоров: 1980

Личные
- В списке 22-х лучших игроков сезона (3): 1992, 1993, 1994

## Семья
- Старший брат — Евгений Епифанов (1950—2021), футболист, игрок в хоккей с мячом, футбольный тренер[4][20][21].
- Старший сын — Евгений Епифанов (род. 1985), игрок сборной Германии по хоккею с мячом (2014—2017), спортивный функционер, тренер.

### Комментарии
1. ↑  Количество игр и голов за клуб(ы) в высшем дивизионе чемпионатов СССР/СНГ/России